# Hemieuxoa troubridgei
Hemieuxoa troubridgei là một loài bướm đêm trong họ Noctuidae.